# Lex Ogulnia
Die Lex Ogulnia war ein römisches Gesetz, das im Jahr 300 v. Chr. festlegte, dass auch Plebejer fast alle Priesterämter bekleiden durften. Darüber hinaus wurde mit ihm die Zahl der Pontifices auf acht und die der Auguren auf neun angehoben. Fünf der Auguren mussten laut dieser Regelung Plebejer sein. Die lex Ogulnia, benannt nach dem Volkstribun Quintus Ogulnius Gallus, war eine wichtige Errungenschaft, die aus der Zeit der Ständekämpfe hervorging. Als das offizielle Ende der Ständekämpfe gilt die Lex Hortensia (287 v. Chr.), welche festlegte, dass die Beschlüsse der Plebejerversammlung (concilium plebis) den Gesetzen der Zenturiatskomitien (comitia centuriata) fortan ebenbürtig gegenüberstehen sollten.

## Quelle
- Livius, Ab urbe condita 10, 6, 6.